# Caspar Christopher Brockenhuus (1649-1713)
 Der er flere personer med dette navn, se Caspar Christopher Brockenhuus (1722-1762).
Caspar Christopher Brockenhuus (født ca. 1649, død 10. april 1713 på Hovindsholm, Ringsaker, Hedmark) var en dansk-norsk godsejer og officer.
Han var søn af lensmand på Tønsberg Johan Brockenhuus (1614-1673) og Anna Rantzau (ca. 1618-1673). Faderen ejede Sebber Kloster i Nørrejylland samt Hovindsholm, Tjerne og Skridshol i Norge, som Caspar Christopher Brockenhuus arvede ved faderens død. Sebber Kloster solgte han 1697.
13. februar 1671 blev Brockenhuus immatrikuleret ved universitetet i Leiden, blev 1672 kornet ved norske rytterregiment, 1673 løjtnant, 1675 tillige generaladjudant og 1. oktober samme år ritmester. 1. september 1676 blev han oberstløjtnant og fik 13. marts 1711 afsked med generalmajors karakter.
Brockenhuus ægtede Cathrine Hedewig Løwenhielm (1661 i København – 5. maj 1719 på Hovindsholm), datter af general Hans von Løwenhielm.
Han er begravet i Nes Kirke.

## Børn
1. Sophie Brockenhuus (død 4. marts 1748)
2. Hans Brockenhuus-Løwenhielm (1679-1734)
3. Johan Frederik Brockenhuus (1682-1756
4. Barte Magdalene Brockenhuus (21. februar 1684 på Hovindsholm – 3. marts 1769 i Christiania)